# 1043
| 1043               |
| ------------------ |
| Dødsfald - Fødsler |
| • Begivenheder     |

| Gregoriansk kalender | 1043 MXLIII             |
| Ab urbe condita      | 1796                    |
| Armensk kalender     | 492 ԹՎ ՆՂԲ              |
| Kinesiske kalender   | 3739 – 3740 壬午 – 癸未 |
| Etiopisk kalender    | 1035 – 1036             |
| Jødisk kalender      | 4803 – 4804             |
| Hindukalendere       |                         |
| - Vikram Samvat      | 1098 – 1099             |
| - Shaka Samvat       | 965 – 966               |
| - Kali Yuga          | 4144 – 4145             |
| Iransk kalender      | 421 – 422               |
| Islamisk kalender    | 434 – 435               |

Konge i Danmark: Magnus den Gode 1042-1047
Se også 1043 (tal)

## Begivenheder
- 28. september - den dansk-norske hær under kong Magnus den Gode besejrer på Lyrskov Hede en vendisk invasionshær

## Født
- Knud 4. den Hellige, dansk konge (årstal usikkert) (død 1086).